# أمامة بنت محرث
أمامة بنت محرّث بن زيد بن ثعلبة بن عبيد بن عدي بن غنم بن كعب بن سلمة، وأمها سلمى بنت أبي الدَّحْدَاحَة، صحابية أسلمت وبايعت الرسول محمد، وتزوجها الربيعُ بن الطُّفيل، ثمّ خلف عليها الضحّاك بن حارثة فأنجبت له يزيدُ.